# Aplysia cornigera
Aplysia cornigera is een slakkensoort uit de familie van de Aplysiidae. De wetenschappelijke naam van de soort is voor het eerst geldig gepubliceerd in 1869 door G.B. Sowerby I.